# Гребля Сіді-Хеліфа
Гребля Сіді-Хеліфа (Sidi Khelifa) — гідротехнічна споруда, що станом на середину 2020-х зводиться на півночі Алжиру за пів сотні кілометрів на захід від Беджаї.
Метою проєкту є водопостачання провінції Тізі-Узу, для чого використовуватимуть водозбірний басейн площею 220 км2. Гребля має перекрити долину уеду Сіді-Ахмед-Юссеф лише за 5 км від впадіння останнього до Середземного моря. Насипна споруда із глиняним ядром матиме висоту 43 метри, довжину 350 метрів та ширину від 10 (по гребеню) до 268 (по основі) метрів. На час будівництва перепуск води має забезпечувати бетонний тунель діаметром 9,5 метра та довжиною 590 метрів. Згодом гребля матиме нижній водоспуск пропускною здатністю 47 м³/с та розташований на правобережжі головний водоскид, що працюватиме в умовах повені.
Гребля утримуватиме водосховище об'ємом 42 млн м3, з яких 30 млн м3 належатимуть до корисного об'єму. Нормальний рівень водойми визначений як 61,2 метра НРМ (такий саме рівень матиме поріг головного водоскиду), при цьому гребінь греблі перебуватиме на рівні 67,5 метра НРМ.
Плановий термін завершення будівництва оголосили як 2025 рік. Станом на 2024 рік геоінформаційні системи показують певні обсяги виконаних робіт, які, втім, далекі від завершення.